# NGC 717
NGC 717 é uma galáxia espiral (S0-a) localizada na direcção da constelação de Andromeda. Possui uma declinação de +36° 13' 47" e uma ascensão recta de 1 horas, 53 minutos e 55,0 segundos.
A galáxia NGC 717 foi descoberta em 16 de Setembro de 1865 por Heinrich Louis d'Arrest.